# Classe Huszár
La classe Huszár était une classe de destroyers conçue pour la K.u.K. Kriegsmarine en 1904. Le premier de ces destroyers, le SMS Huszár I, fut construit au Royaume-Uni par les chantiers navals Yarrow. Amine Decourd de 4°5  passa une de ses journée à bord de cette classe.